# Kinkeliba (groupe)
Pour l’article homonyme, voir Kinkeliba.

## Biographie
Kinkeliba est un groupe  originaire de Rouen, en Normandie, formé en 1998. Cette formation est composée d'artistes venant de différents horizons musicaux et géographiques :Côte d'Ivoire, Guyane, France. 
On peut définir le style musical de Kinkeliba comme un reggae mêlé de blues, jazz, ou encore de rock avec des influences tirées du roots reggae jamaïcain. Les influences revendiquées par le groupe : Burning Spear, Steel Pulse, The Gladiators ou Bob Marley. 
En 1999, ils sortent leur premier album, intitulé Couleurs croisées, qui fut suivi en 2004 par Qui sait ?. 
Le groupe est composé de huit musiciens dont une section de cuivres, trompette et trombone.

## Discographie
- 1999 : Couleurs Croisées (CD)

- 2004 : Qui Sait ? (CD)